# Kali (Sänger)
Kali (* 21. Februar 1956 in Fort-de-France als Jean-Marc Monnerville) ist ein französischer Sänger und Banjo-Spieler aus Martinique.

## Leben und Wirken
Sein Debütalbum erschien 1989. Er vertrat Frankreich beim Eurovision Song Contest 1992 im schwedischen Malmö mit seinem Zouk-Song Monté la riviè (dt.: Geh den Fluss hinauf) und erreichte mit 73 Punkten unter 22 Teilnehmern den achten Platz.
Er veröffentlichte noch mehrere Alben mit karibischer Musik mit häufig sozialkritischen Texten in kreolischer Sprache.

## Diskografie
Alben
- Gaoulé 75 (mit Gaoulé, 1975)
- 6th continent (mit 6th continent, 1979)
- Racines, volume 1 (1989)
- Racines, volume 2 (1990)
- Ile à vendre (1993)
- Lésé la tè tounen (1993)
- Débranché (1995)
- Racines Noël, volume 3 (1996)
- Kali au New Morning (1998)
- Francofaune (1999)
- Racines, volume 4 (2000)
- Bèlè Boum Bap, (2001)
- Live en Espagne, (2004)
- Racines Caraibes, volume 5 (2007)
- Le Trio, (2010)